# Brezje (gmina Rogatica)
Brezje (cyr. Брезје) – wieś w Bośni i Hercegowinie, w Republice Serbskiej, w gminie Rogatica. W 2013 roku liczyła 26 mieszkańców.